# Hasta el último aliento
Hasta el último aliento (en francés Le deuxième souffle) es una película francesa de Jean-Pierre Melville estrenada en 1966.

## Argumento
Gustave Minda (Lino Ventura), conocido en el mundo del crimen como “Gu”, ha conseguido escaparse de la cárcel y se convierte en la máxima prioridad de la policía francesa, representada en la figura del comisario Blot (Paul Meurisse). Durante cierto tiempo, el criminal debe permanecer escondido, pero claro está que también es necesario dinero para poder seguir adelante. La historia se convierte así en un pulso entre los dos personajes principales, “Gu” y Blot.
- Datos: Q1199881